# Jean Raspail
Jean Raspail (Chemillé-sur-Dême, Indre i Loira, França, 5 de juliol de 1925 - París, França, 13 de juny de 2020) va ser un escriptor, viatger i explorador francès.
Personatge controvertit, considerat per ell mateix com "ultraconservador", "vinculat a la identitat i a la terra" i oposat al "mestissatge", i convençut que la nostra civilització està en el "camí de la desaparició", fou autor de diverses dotzenes de llibres. Va passar la seva joventut recorrent Amèrica del Nord i del Sud, sovint seguint els passos dels exploradors francesos dels segles XVII i xix. Va publicar el seu primer quadern de viatge, basat en una travessa des de Terra del Foc a Alaska, el 1952. També publicà desenes de llibres de viatges i obres de ficció ambientades al Japó, les Índies Occidentals franceses, el Llevant i Amèrica Llatina.
El 1981 va guanyar del Gran Premi de Novel·la de l'Acadèmia Francesa per Moi, Antoine de Tounens, roi de Patagonie, i el 1987 el Premi Inter book per Qui se souvient des hommes.... Malgrat tot, tot i ser un escriptor conegut inicialment pels seus quaderns de viatge, sempre romandrà com l'autor de la novel·la Le Camp des saints, obra reeditada constantment des de la seva publicació el 1973, que va influir en generacions de lectors d'extrema dreta. Considerada a vegades com una "novel·la de culte" pel moviment nacionalista, descrita per altres com a "racista", aclamada per la dirigent del Front Nacional, Marine Le Pen, Le Camp des saints imagina l'arribada, una nit, a les costes del sud de França, d'un centenar de vaixells carregats amb un milió d'immigrants. Són l'avantguarda d'un tercer món que es refugia a Occident per trobar esperança. Davant d'això, què fer? És aquest xoc el que el llibre relata, quan l'autor pregunta: "Hi ha futur per a Occident?"
A més de Le Camp des saints, Raspail ha publicat diverses novel·les d'aventures i quaderns de viatges, com ara Terre del Feu - Alaska (1952), Les hommes du lac (1955), Cinéma 16 (1975), Le Jeu du roi (1976) o Pêcheurs de lunes (1990). Raspail sempre havia desenvolupat una passió per la Patagònia, una regió de les terres del sud d'Amèrica del Sud. El 2019, amb noranta-quatre anys, encara havia publicat dues novel·les, Les Pikkendorff i La Miséricorde, que restà inacabada. Aquesta darrera, fou inspirada en el terrible crim del sacerdot d'Uruffe, dels anys cinquanta, que havia escandalitzat la França de la postguerra.
Hospitalitzat al Centre de Gerontologia Henry-Dunant de París, ingressat a l'hospital des de finals de desembre del 2019 va morir el juny del 2020, a causa de l'epidèmia de Covid-19.